# Carex scita
Carex scita är en halvgräsart som beskrevs av Carl Maximowicz. Carex scita ingår i släktet starrar, och familjen halvgräs.

## Underarter
Arten delas in i följande underarter:
- C. s. parvisquama
- C. s. riishirensis
- C. s. scabrinervia
- C. s. scita